# Corey Parker Robinson
Corey Parker Robinson (* 9. Februar 1975 in Washington, D.C.) ist ein US-amerikanischer Schauspieler, bekannt für seine Rolle als Detective Leander Sydnor in der HBO-Serie The Wire.

## Filmografie (Auswahl)
- 1997: New York Undercover (Fernsehserie, Episode 3x20)
- 1999: Homicide (Fernsehserie, Episode 7x10)
- 1999: Emergency Room – Die Notaufnahme (Fernsehserie, Episode 5x19 und 5x22)
- 2000: The Corner (Fernsehserie, 6 Episoden)
- 2002–2008: The Wire (Fernsehserie, 45 Episoden)
- 2010: Unstoppable – Außer Kontrolle
- 2011: Blue Bloods – Crime Scene New York (Fernsehserie, Episode 1x18)
- 2013: Boardwalk Empire (Fernsehserie, Episode 4x3)
- 2014: The Red Road (Fernsehserie, Episode 1x4 und 1x5)
- 2015: Orange Is the New Black (Fernsehserie, Episode 3x5)
- 2016: Unforgettable (Fernsehserie, Episode 4x11)
- 2018: The Neighborhood (Fernsehserie, Episode 1x1 und 1x2)